# Đỗ Thị Ngân Thương
Đỗ Thị Ngân Thương (* 10. März 1989 in Hanoi) ist eine vietnamesische Turnerin.
Sie gewann bei den Südostasienspielen 2003 Gold am Stufenbarren und mit der Mannschaft. Bei den Südostasienspielen 2005 gewann sie Gold am Schwebebalken und Silber mit der Mannschaft. 2007 konnte Do bei den Südostasienspielen den kompletten Medaillensatz gewinnen, Gold am Stufenbarren, Silber mit der Mannschaft sowie Bronze im Mehrkampf. Im selben Jahr startete sie auch bei den Weltmeisterschaften, konnte aber kein Finale erreichen.
2008 nahm sie an den Olympischen Spielen in Peking teil. Bei der Dopingkontrolle wurde sie allerdings positiv getestet und disqualifiziert. Bei den Südostasienspielen 2011 gewann sie am Stufenbarren und am Schwebebalken die Goldmedaille. 2012 nahm sie an den Olympischen Spielen in London teil, wo sie aber in der Qualifikation ausschied.